# Alberto Terry
Alberto Terry Arias-Schreiber, anomenat Toto, (* 16 de maig, 1929 a Lima - † 7 de febrer, 2006 a Lima) va ser un futbolista peruà que jugava a la posició de migcampista.

## Palmarès
- Lliga peruana de futbol: 1949, 1951
- Copa del Pacífico: 1953, 1954